# Огненноголовый цветоед
Огненноголовый цветоед (лат. Dicaeum trochileum) — вид птиц из семейства цветоедовых. Выделяют два подвида. Эндемик Индонезии. Предпочитает лесные участки, сады и мангры.
Популяция огненноголового цветоеда стабильна и вызывает наименьшие опасения. 

## Описание
Огненноголовый цветоед достигает длины 8-9 см. У взрослых самцов номинативного подвида голова, верхняя часть спины, надхвостье, кроющие перья хвоста, подбородок и верхняя часть груди алого цвета. Верхняя часть крыльев и хвост чёрные; бока и нижняя часть груди серые, брюхо серовато-белое, пучки перьев на груди и испод крыльев белые. Радужная оболочка коричневая; клюв и ноги чёрные. У взрослых самок темя и верхняя часть тела коричневые, голова и поясница красного цвета, надхвостье алое; горло и низ тела тускло-белые. Молодь сверху зеленовато-коричневая, на надхвостье заметно оранжевое пятно, нижняя часть тела сероватая, на горле и в центре брюха светлее.

## Распространение
Огненноголовый цветоед - эндемик нескольких островов в Индонезии. В основном, обитает на Яве и на Бали. Несколько отдельных особей были замечены на Ломбоке, на Суматре и на юго-восточном Борнео.
Предпочитает лесные участки, мангры и сады. Этот вид также был замечен на берегу моря и на лугах Суматры. Встречается на высоте до 600 метров.
Некоторые туристы приезжают на Бали, чтобы понаблюдать за образом жизни этой птицы.

## Питание
Огненноголовый цветоед питается ягодами, насекомыми, нектаром и пыльцой. Этот вид часто можно встретить в зарослях молочая и омелы, где он добывает их ягоды.

## Размножение
Сезон размножения на Яве продолжается с февраля по июль. Гнездо представляет собой шарообразную массу размером 70-80 × 30-35 мм с большим входным отверстием, простирающимся от верха до середины боковины гнезда и заканчивающуюся на расстоянии 25-30 мм от основания. Сооружается из тонких веточек и растительных волокон, лоток выстилается растительным пухом. Гнездо подвешивается под горизонтальной веточкой с помощью крепления, более широкого, чем гнездо, но из того же материала. Яйца белые, иногда глянцевые, некоторые с небольшими отметинами, одно красно-коричневое пятно расположено на заострённом конце.